# 旧县乡 (松溪县)
旧县乡，是中华人民共和国福建省南平市松溪县下辖的一个乡镇级行政单位。

## 行政区划
旧县乡下辖以下地区：
大黄沙村、船坑村、东厝村、游墩村、马坪村、旧县村、岩下村、六墩村、李墩村、下段村、官村和洋前村。